# كلاج درغ (ألقورات)
کلاج درغ (بالفارسية: کلاج درگ) هي مستوطنة تقع في إيران في قسم ألقورات الريفي. يقدر عدد سكانها بـ 10 نسمة .